# Birsay
Birsay verwijst naar zowel een plaats op de noordwestzijde van Mainland (Orkney-eilanden) als het daarbij voor de kust liggende getijdeneiland. Op dit eiland bevindt zich de Brough of Birsay, een nederzetting van Vikingen, gebouwd op een nederzetting van Picten.

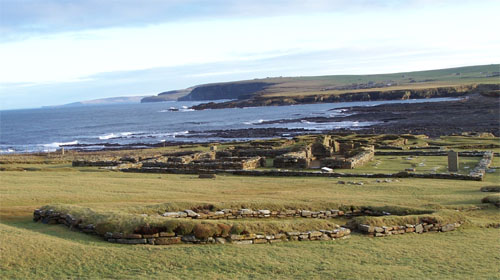
Brough of Birsay (Orkney) - het is eb; op de achtergrond Mainland

## Picten
In de zevende eeuw vestigen Picten zich op het eiland. Zij bouwen een bloeiende en rijke nederzetting op. Opgravingen brachten onder andere resten van een bronswerkplaats naar boven.
Een replica van een symboolsteen is te bezichtigen op de begraafplaats (het origineel bevindt zich in de Museum of Scotland in Edinburgh). Deze steen heeft vier typische Pictische symbolen, namelijk de 'spiegelkoffer', de maan met een V erdoor, de 'zwemmende olifant' en de adelaar. Eronder staan drie bewapende mannen die van links naar rechts lopen. Deze figuren hebben meer reliëf gekregen doordat de beeldhouwer de steen om de figuren heen verder heeft weggekapt.
Een kleine Pictische bron met afdeksteen van 0,75 meter diep is eveneens te zien.

## Vikingen
In de negende eeuw arriveren de Vikingen die vervolgens hun stempel drukken op de nederzetting, waardoor weinig duidelijke resten van de Picten nog te zien zijn. Er zijn aanwijzingen dat de Vikingen niet de Picten hebben verdreven, maar een verlaten nederzetting hebben betrokken.
Gedurende drie eeuwen ontwikkelt deze nederzetting zich. Resten van schuren, hallen, een smidse en een elfde-eeuwse sauna met vloerverwarming zijn nog herkenbaar. Wellicht maakte deze sauna (of badhuis?) deel uit van het huis van een earl.
In de twaalfde eeuw wordt een Romaanse kerk gewijd aan Sint Petrus gebouwd tezamen met een klooster, waar vermoedelijk Benedictijnen of Augustijnen hebben gewoond. De kerk vertoont qua bouwstijl gelijkenis met de Orphir Church. Het klooster heeft niet lang bestaan, wellicht door de invloed van de St. Magnuskathedraal, maar is wel tot in de vroege Middeleeuwen een pelgrimsoord geweest.
De artifacten die zijn gevonden in de Brough of Birsay zijn verdeeld over de Museum of Scotland in Edinburgh en het museum van Orkney, Tankerness House Museum in Kirkwall.
Thorfinn, earl van Orkney, had zich volgens de Orkneyinga Saga, permanent gevestigd in Birsay, waar hij ook een kerk bouwde voor de eerste bisschop van Orkney. Of dit de kerk op het eiland is of een kerk op Mainland, zoals de St Magnus Church, blijft een punt van discussie.

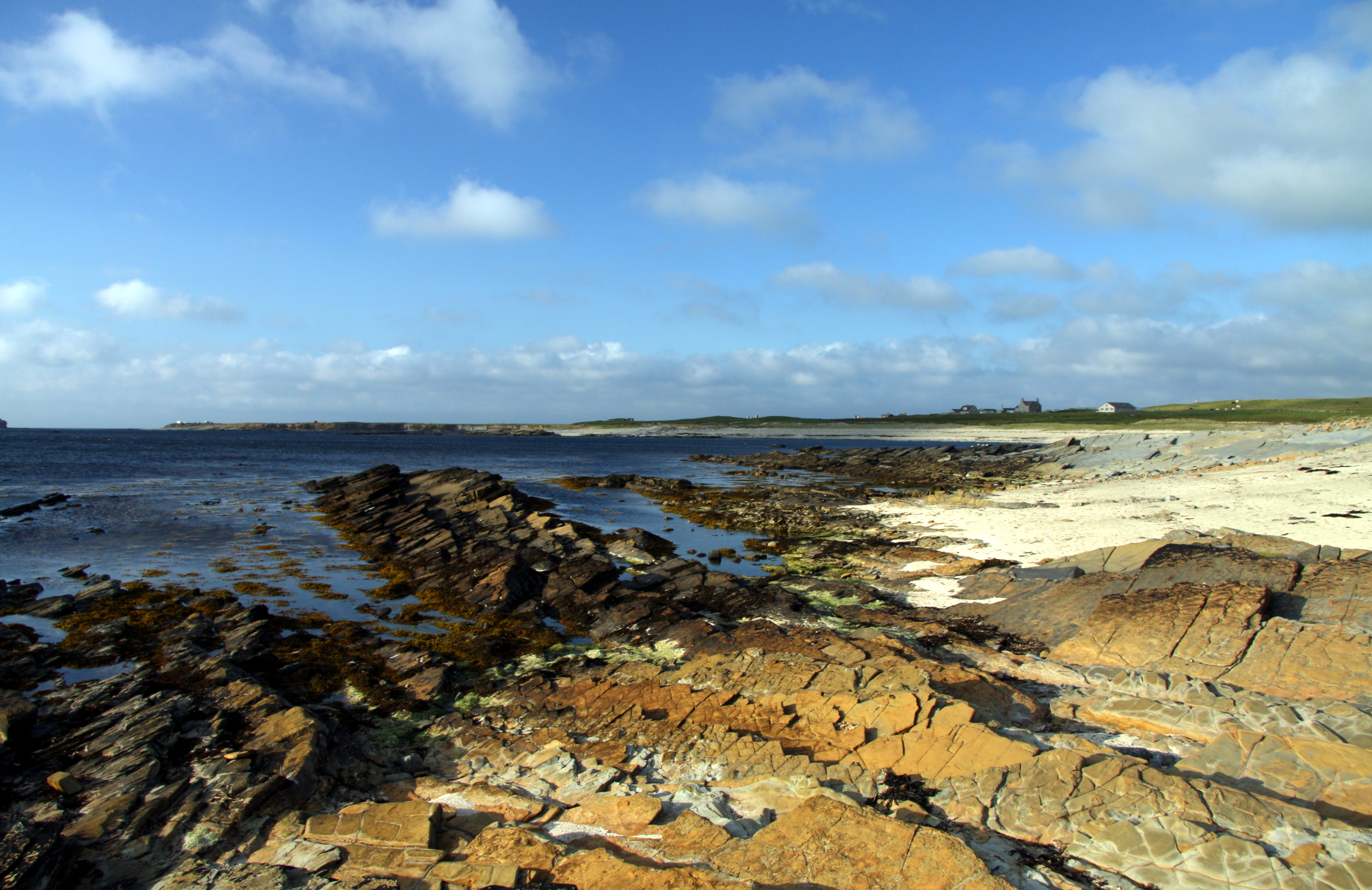
De kust van Orkney nabij Birsay

St. Magnus is volgens de Orkneyinga Saga na zijn martelaarschap op Egilsay begraven in Christchurch in Birsay. Deze genoemde Christchurch is hoogstwaarschijnlijk niet de kerk op het eiland, maar de kerk die in op Mainland zelf stond.
In Birsay, op het vasteland, bevindt zich The Earl's Palace (Birsay), gebouwd door Robert Stewart, earl van Orkney eind zestiende eeuw.

## Beheer
De Brough of Birsay en de Earl's Palace worden beheerd door Historic Scotland.